# Cebu
Cebu (cebuánsky Sugbo) je ostrov ve střední části Filipín. Má rozlohu 4468 km² a žijí na něm přes čtyři miliony obyvatel. Největším městem je Cebu City na východním pobřeží, které je také správním centrem celého regionu Central Visayas. Převládajícími jazyky jsou cebuánština a tagalog. Většina obyvatel se hlásí ke katolické církvi, na ostrově existuje arcidiecéze Cebu.

## Přírodní poměry
Ostrov je protáhlý v severojižním směru, dlouhý 200 km a široký okolo třiceti kilometrů. Na severu omývá jeho břehy Visayské moře, na západě ho Tañonský průliv odděluje od Negrosu a na východě Cebuánský průliv od Boholu. Severní část okolo města Bogo je rovinatá, středem ostrova prochází horský hřbet, dosahující nadmořské výšky přes tisíc metrů. Klima je tropické, rok se dělí na období sucha a období dešťů. Ve vnitrozemí se nachází národní park, zbytek ostrova trpí v důsledku přelidnění a intenzivního zemědělství odlesňováním. Pěstuje se kokosovník ořechoplodý, mangovník, cukrová třtina, kukuřice setá a rýže setá. Významná je těžba uhlí, zlata a mědi.

## Historie
Název ostrova vznikl zkrácením výrazu „sinibuayng hingpit“, který znamená tržiště. Ve 13.-16. století zde vládli domorodí rádžové. V roce 1521 na ostrově přistál Fernão de Magalhães, vztyčil kříž, který je kulturní památkou, a obracel domorodce na křesťanství, záhy byl však zabit při vojenské výpravě na sousední ostrov Mactan. Pod španělskou nadvládou bylo Cebu City do roku 1569 hlavním městem souostroví, roku 1595 byla založena Univerzita San Carlos. Ostrov je díky příznivé poloze obchodním a dopravním centrem Filipín, mezinárodní letiště Mactan-Cebu je druhým největším v zemi. Rozvíjí se průmysl, zejména nábytkářství a stavba lodí, významný je i turistický ruch: Cebu nabízí množství historických památek i prázdninový resort Moalboal využívaný ke koupání a potápění, atrakcí je také každoroční velký kulturní a náboženský festival Sinulog.

## Galerie

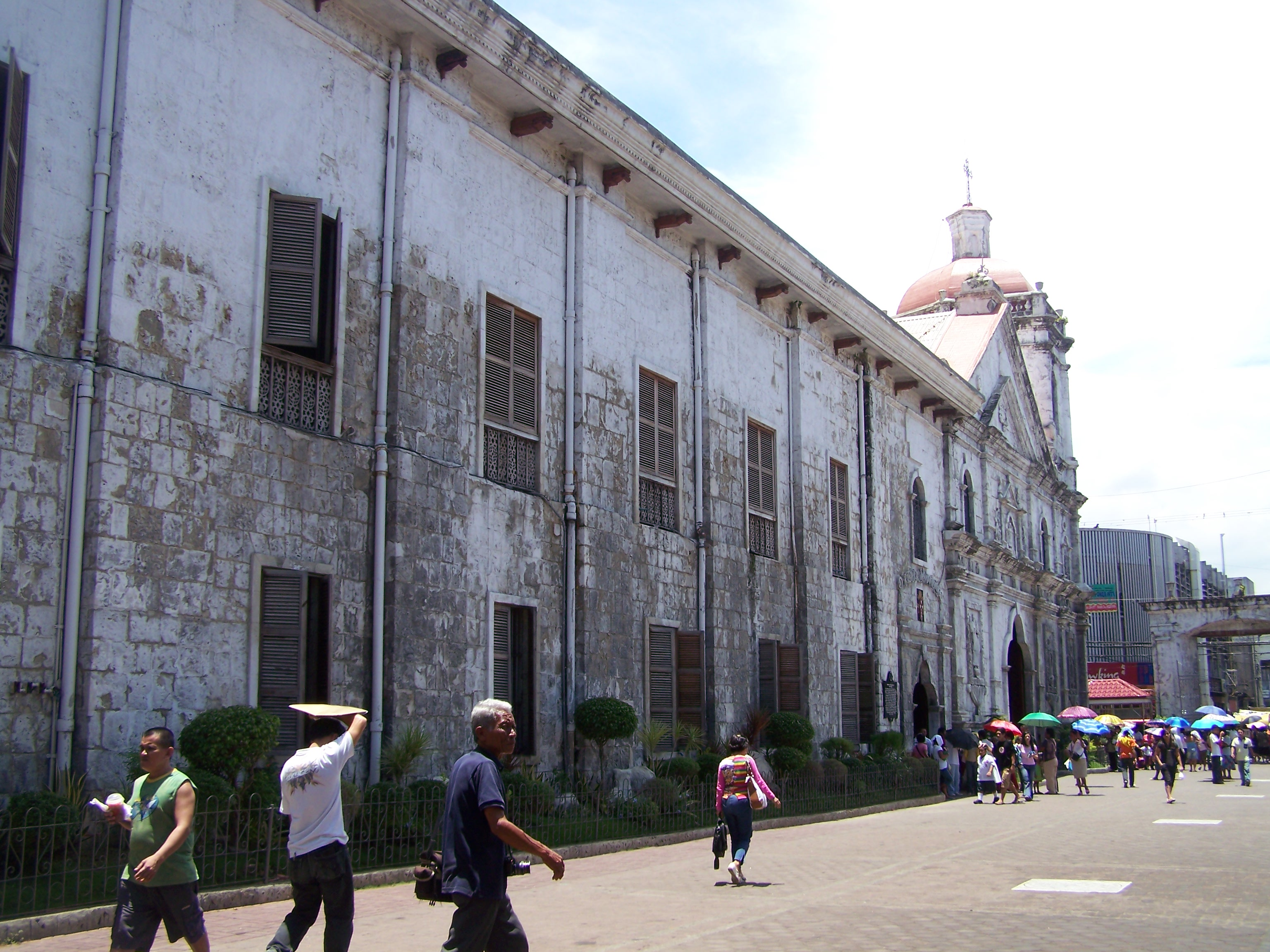
Bazilika v Cebu City
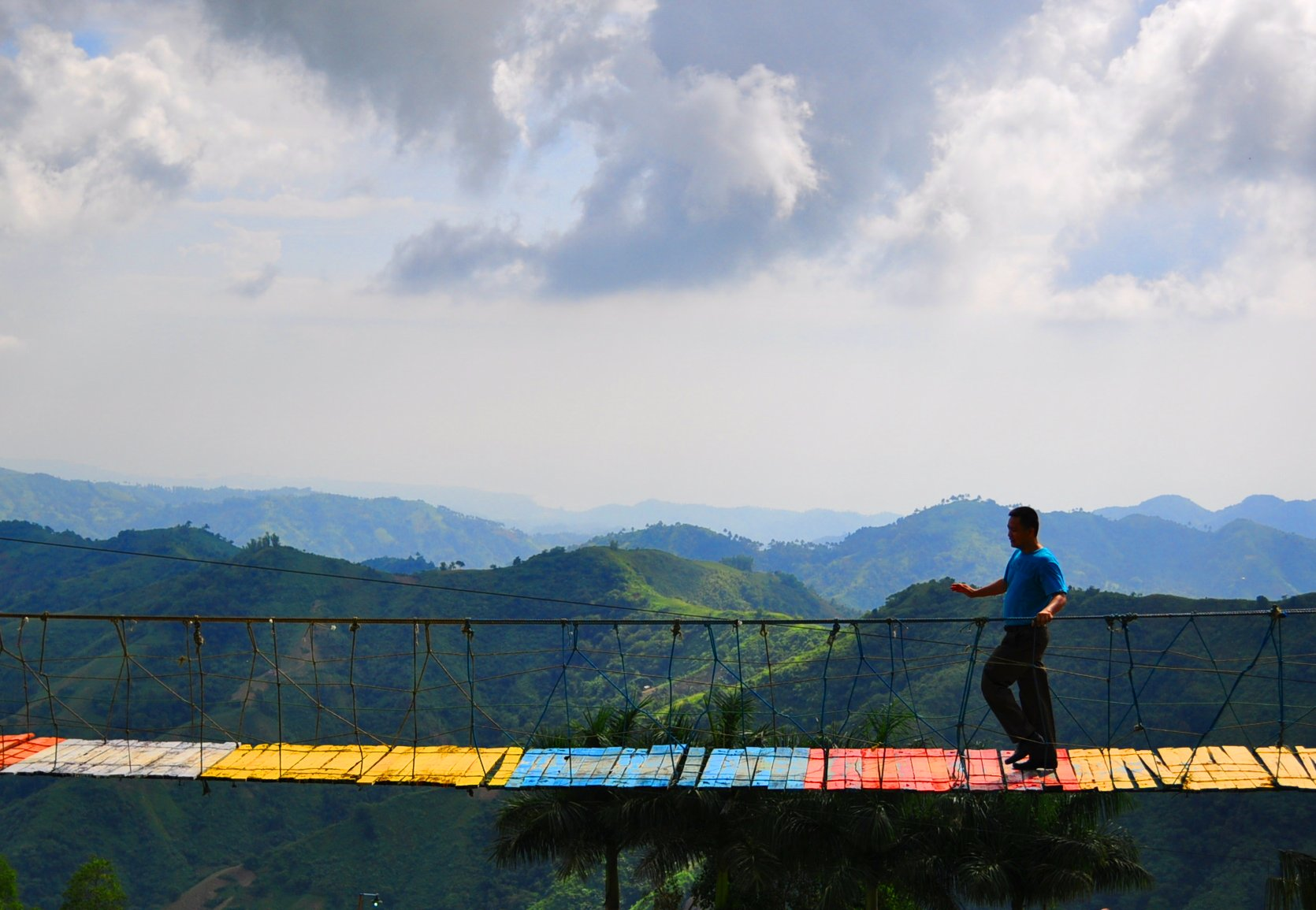
Hornaté vnitrozemí
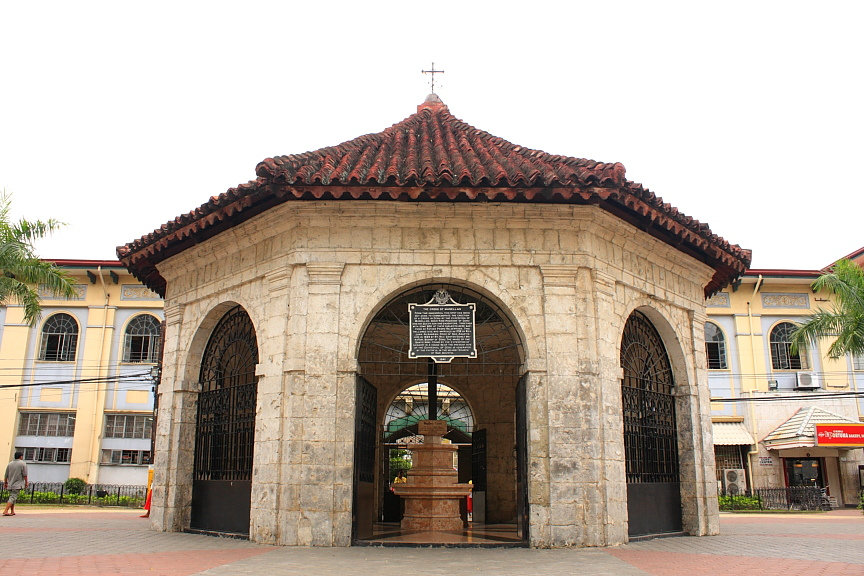
Magellanův kříž
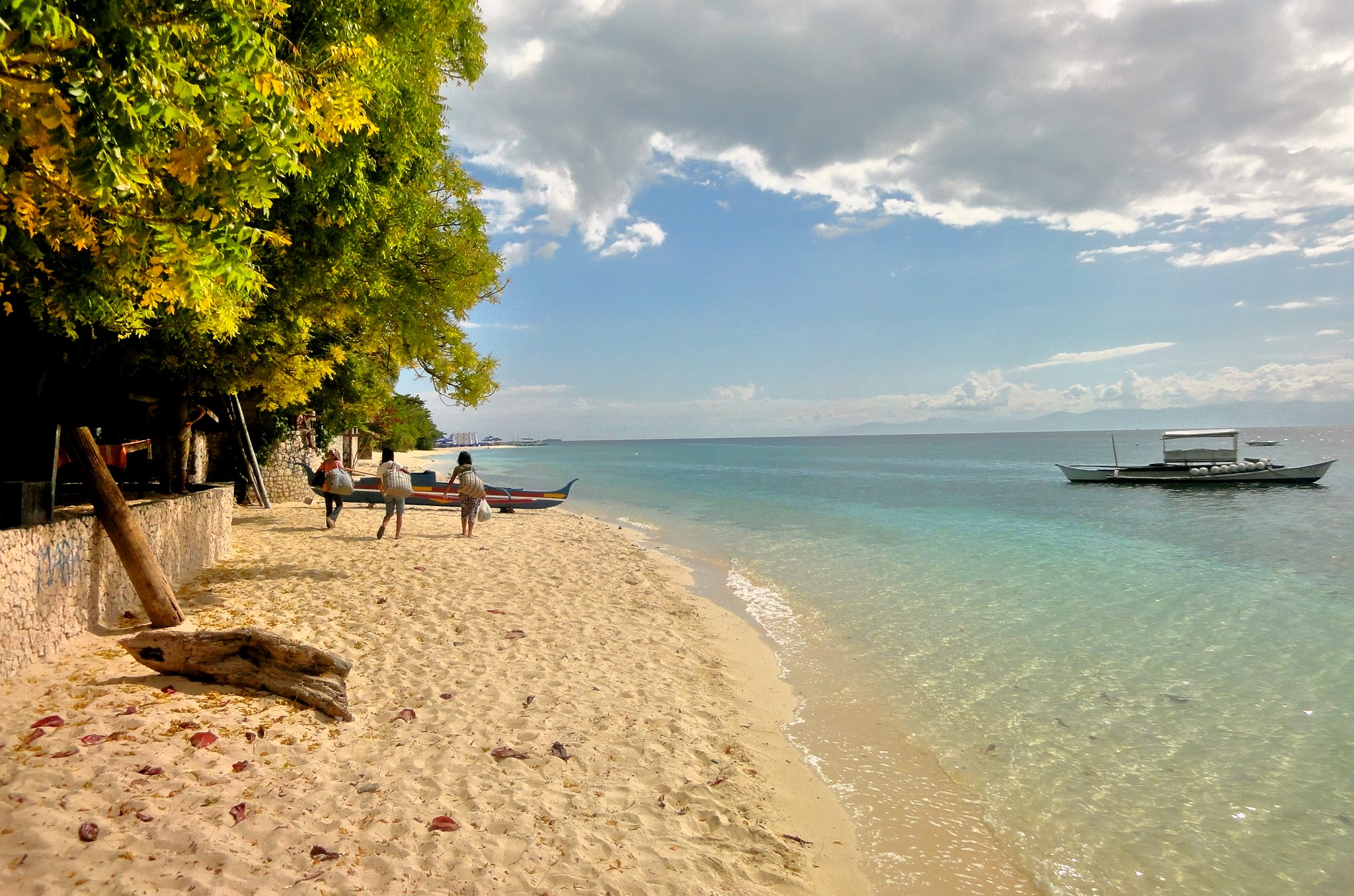
Pláž v Moalboalu
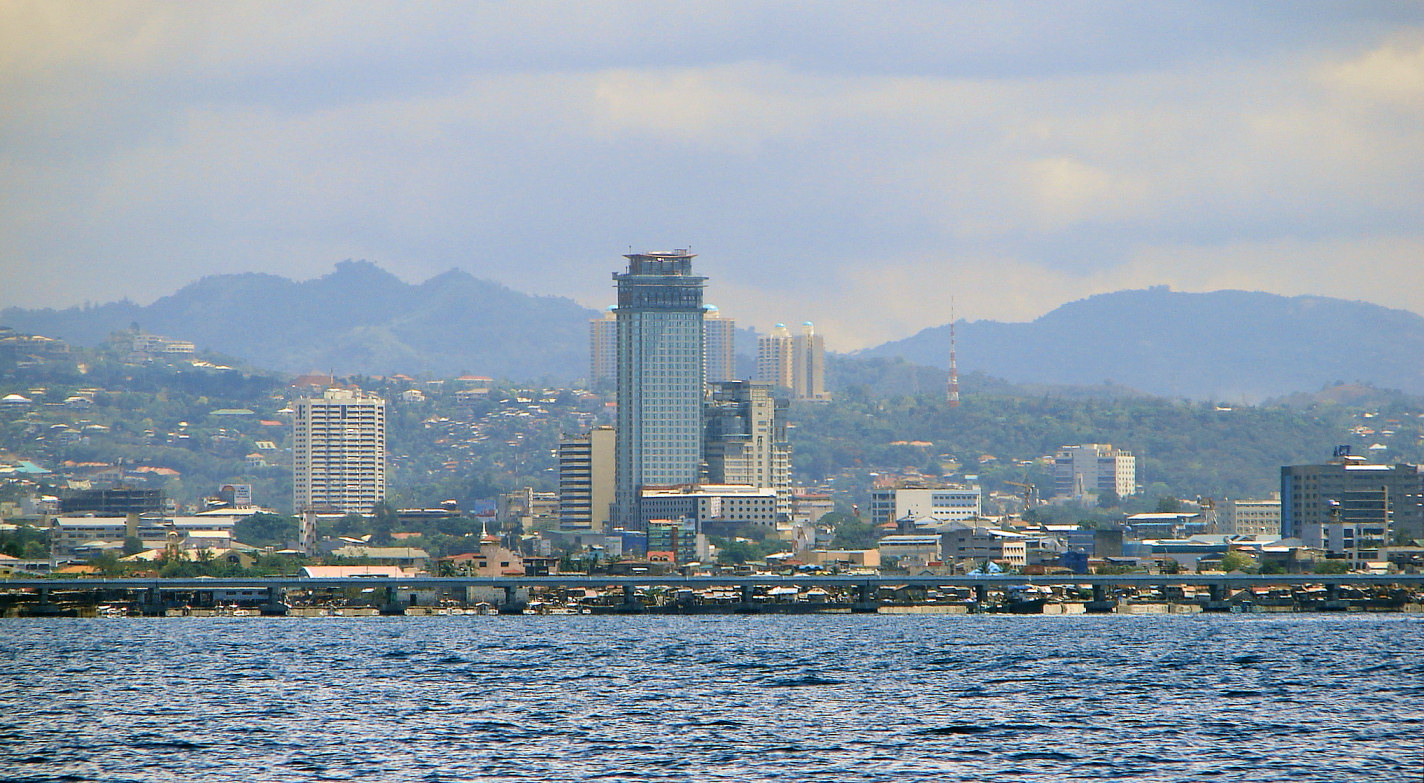
Pohled na Cebu City
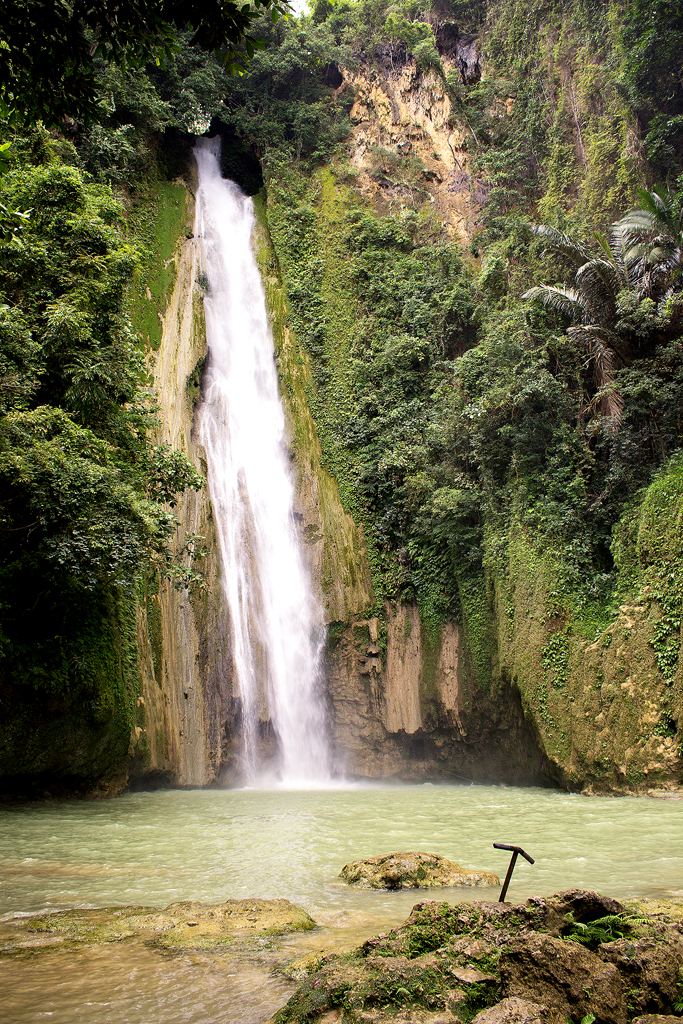
Vodopád Mantayupan
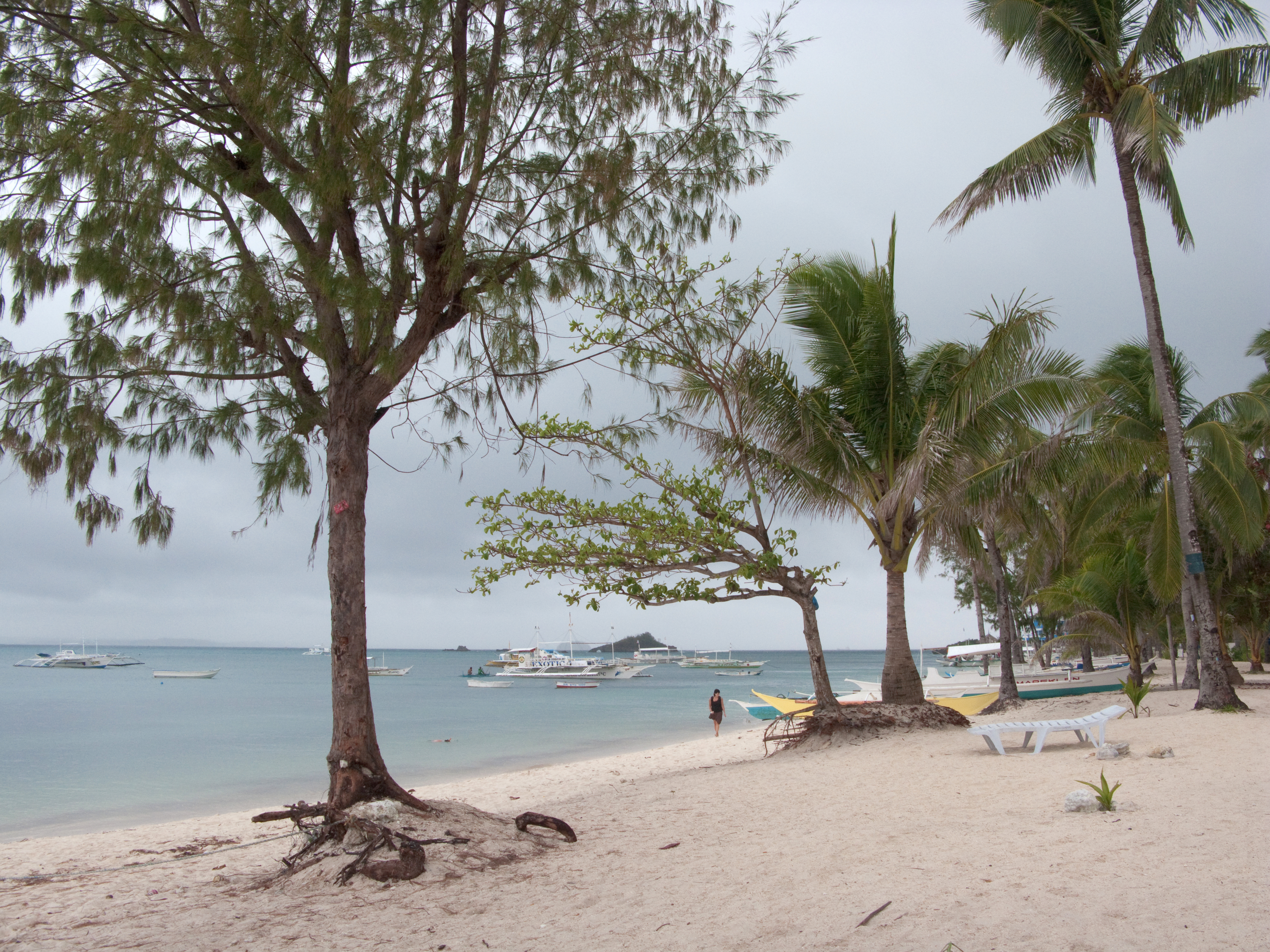
Malapascua